# 朱利安·布鲁克-霍顿
朱利安·布鲁克-霍顿（英語：Julian Brooke-Houghton，1946年12月16日—），英国男子帆船运动员。他曾代表英国参加1976年夏季奥林匹克运动会帆船比赛，获得一枚银牌和一枚铜牌。